# منقارماهیان
منقارماهیان (Belonidae) یکی از خانواده‌های ماهیان است.